# Graptomyza inclusa
Graptomyza inclusa är en tvåvingeart som först beskrevs av Walker 1856.  Graptomyza inclusa ingår i släktet Graptomyza och familjen blomflugor. Inga underarter finns listade i Catalogue of Life.